# Bergpersimoen
De bergpersimoen (Diospyros montana) is een plant uit de familie Ebenaceae.
Het is een groenblijvende, middelgrote boom met een dicht bladerdek en overhangende takken. De schors is zwart en ruw. De bladeren zijn afwisselend geplaatst, leerachtig, glanzend en lancetvormig of ovaal. De bloemen groeien in korte bloemtrossen in de bladoksels. Er zijn aparte mannelijke en vrouwelijke bloemen. De bloemen zijn wittig of bleekroze van kleur.
De vruchten zijn oranje besvruchten met een vlezige schil. De vruchten hebben een zoetzure, aromatische smaak. Rijpe vruchten worden als handfruit gegeten. Onrijpe vruchten bevatten veel tannines en smaken bitter. De vruchten worden ook tot marmelade verwerkt of gedroogd. Ook wordt er een alcoholische drank van bereid.
De bergpersimoen komt van nature voor in Zuidoost-Azië en in delen van Australië.
... · 
D. digyna (Zwarte zapote) ·  
D. discolor (Mabolo) ·  
D. kaki (Kaki) ·  
D. lotus (Lotusboom) ·  
D. mespiliformis (Jakhalsbes) ·  
D. montana (Bergpersimoen) ·  
D. sandwicensis (Lama) ·  
D. virginiana (Amerikaanse persimoen) ·  
...